# Antichadisra dentata
Antichadisra dentata är en fjärilsart som beskrevs av Sergius G. Kiriakoff 1974. Antichadisra dentata ingår i släktet Antichadisra och familjen tandspinnare. Inga underarter finns listade i Catalogue of Life.